# VC Weert
VC Weert ist ein niederländischer Volleyball-Verein aus Weert (Provinz Limburg), dessen Frauenmannschaft unter dem Namen Irmato VC Weert in der ersten niederländischen Liga (DELA-League) spielt.

## Geschichte
Der Verein wurde 1970 gegründet. Die Frauen wurden 2000 (unter dem Namen Vanilla Weert) und 2011 niederländischer Meister und Pokalsieger. Seit 2000 nimmt man auch regelmäßig an den europäischen Wettbewerben CEV-Pokal bzw. Challenge Cup teil.